# Rumjana Nejkova
Rumjana Nejkova, född den 6 april 1973 i Sofia i Bulgarien, är en bulgarisk roddare.
Hon tog OS-guld i singelsculler i samband med de olympiska roddtävlingarna 2008 i Peking.